# Georg Hoefnagel

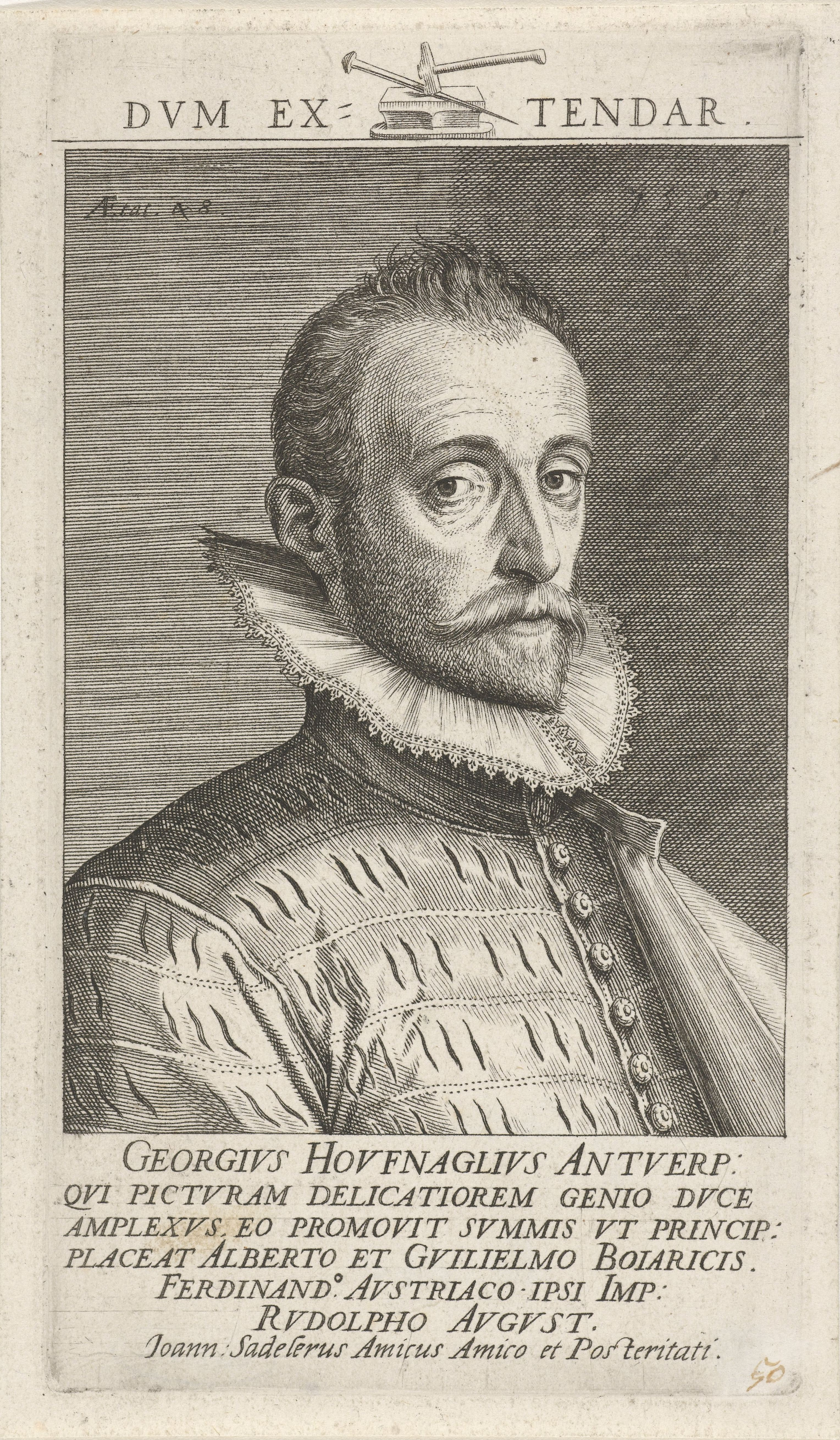
Georg Hoefnagel

Georg Hoefnagel, sein flämischer Geburtsname war Joris Hoefnagel (* 1542 in Antwerpen; † 9. September 1600 in Wien) war ein flämischer Miniaturen− und Buchmaler. Er ist bekannt für seine Illustrationen von naturkundlichen Themen, topografischen Ansichten, Illuminationen und mythologischen Werken. Er war einer der letzten Manuskript-Illuminatoren und leistete einen wichtigen Beitrag zur Entwicklung der topographischen Zeichnung.
Seine Manuskriptilluminationen und ornamentalen Entwürfe spielten eine wichtige Rolle bei der Entstehung der Blumenstillleben-Malerei als eigenständiges Genre in Nordeuropa am Ende des 16. Jahrhunderts. Der fast wissenschaftliche Naturalismus seiner botanischen und tierischen Zeichnungen diente einer späteren Generation niederländischer und flämischer Künstler als Vorbild.  Durch diese Naturstudien trug er auch zur Entwicklung der Naturgeschichte bei und war damit ein Begründer der proto-wissenschaftlichen Forschung.

## Leben

### Frühe Lebensjahre

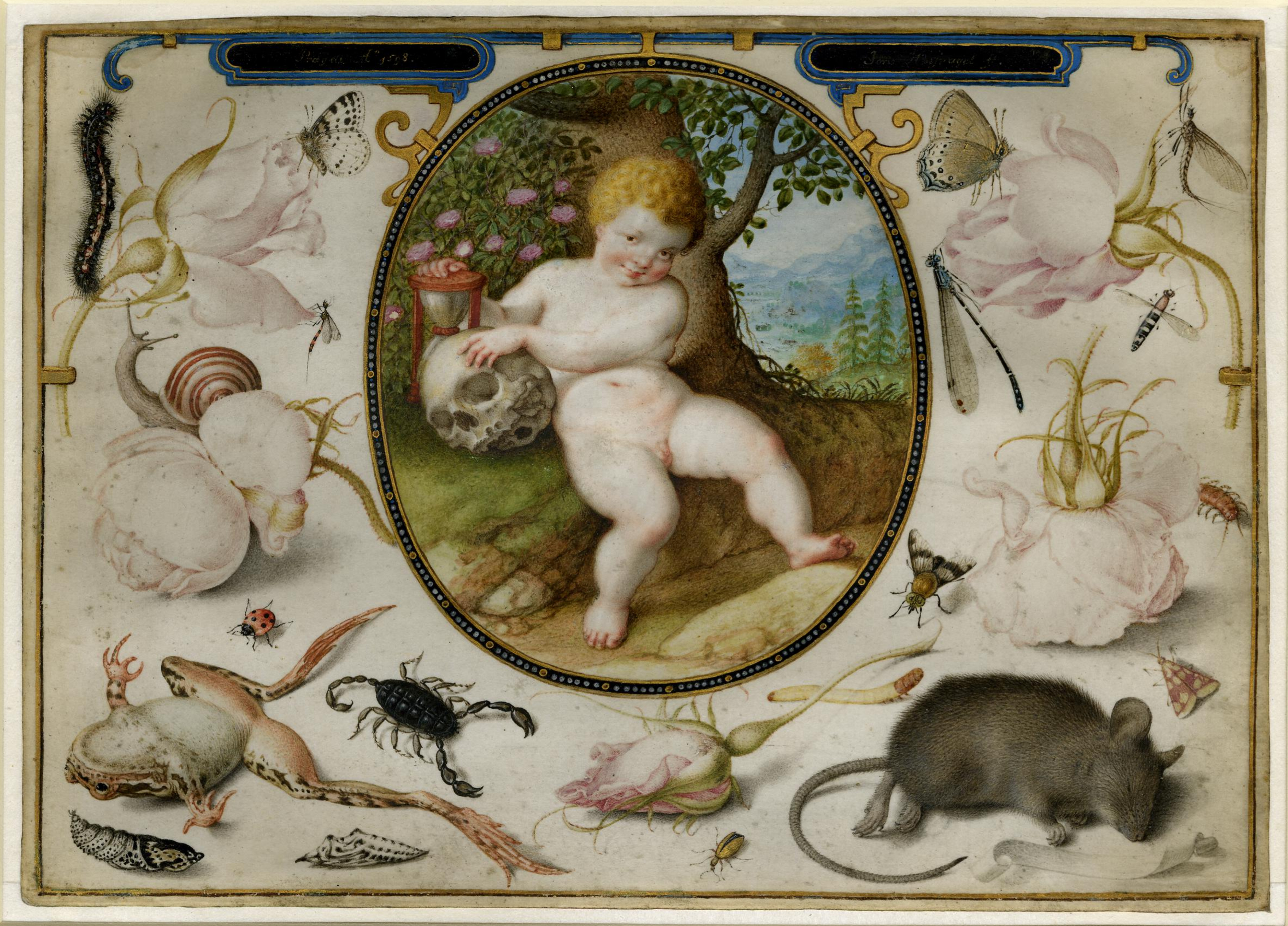
Allegorie auf Leben und Tod, 1598, Zusammenarbeit mit Sohn Jacob

Georg (Joris) Hoefnagel war der Sohn des Diamanthändlers Jacob Hoefnagel und dessen Gemahlin Elisabeth Vezelaer, Tochter des Antwerpener Münzmeisters Joris Vezelaer. Durch seine wohlhabenden Eltern erhielt er eine umfassende humanistische Schulbildung. Neben seiner Muttersprache Flämisch sprach er mehrere Sprachen wie Deutsch, Lateinisch, Italienisch, Französisch und Spanisch. In einer seiner Arbeiten bezeichnete er sich selbst als Autodidakten, obgleich er ersten künstlerischen Unterricht bei Hans Bol erhalten hatte, wahrscheinlich in seiner Zeit in Antwerpen (1570 bis 1576), wohin 1572 auch Hans Bol vor den Spaniern floh. Diese Lehrzeit bei Hans Bol ist nicht dokumentiert. Hans Bol führte Hoefnagel wahrscheinlich in die Miniaturmalerei ein.

### Reisen und Rückkehr nach Antwerpen
Er lebte von 1560 bis 1562 in Frankreich, wo er die Universitäten von Bourges und Orléans besuchte. Hier fertigte er wahrscheinlich seine ersten Landschaftszeichnungen an. Aufgrund religiöser Unruhen musste er 1563 Frankreich verlassen und kehrte nach Antwerpen zurück. Bald darauf reiste er nach Spanien, wo er sich von 1563 bis 1567 aufhielt und im Auftrag des Familienunternehmens tätig war. Er fertigte verschiedene Skizzen von Orten in Spanien an und war besonders fasziniert von Sevilla, dem wichtigsten kolonialen Handelshafen Spaniens, wo er viele exotische Tiere und Pflanzen sehen konnte. 1567 kehrte er nach Antwerpen zurück, besuchte aber möglicherweise zwischendurch seine Heimatstadt auf Geschäftsreise. 1568 reiste er nach England und hielt sich für einige Monate in London auf, wo er Freundschaften mit anderen flämischen Geschäftsleuten schloss.

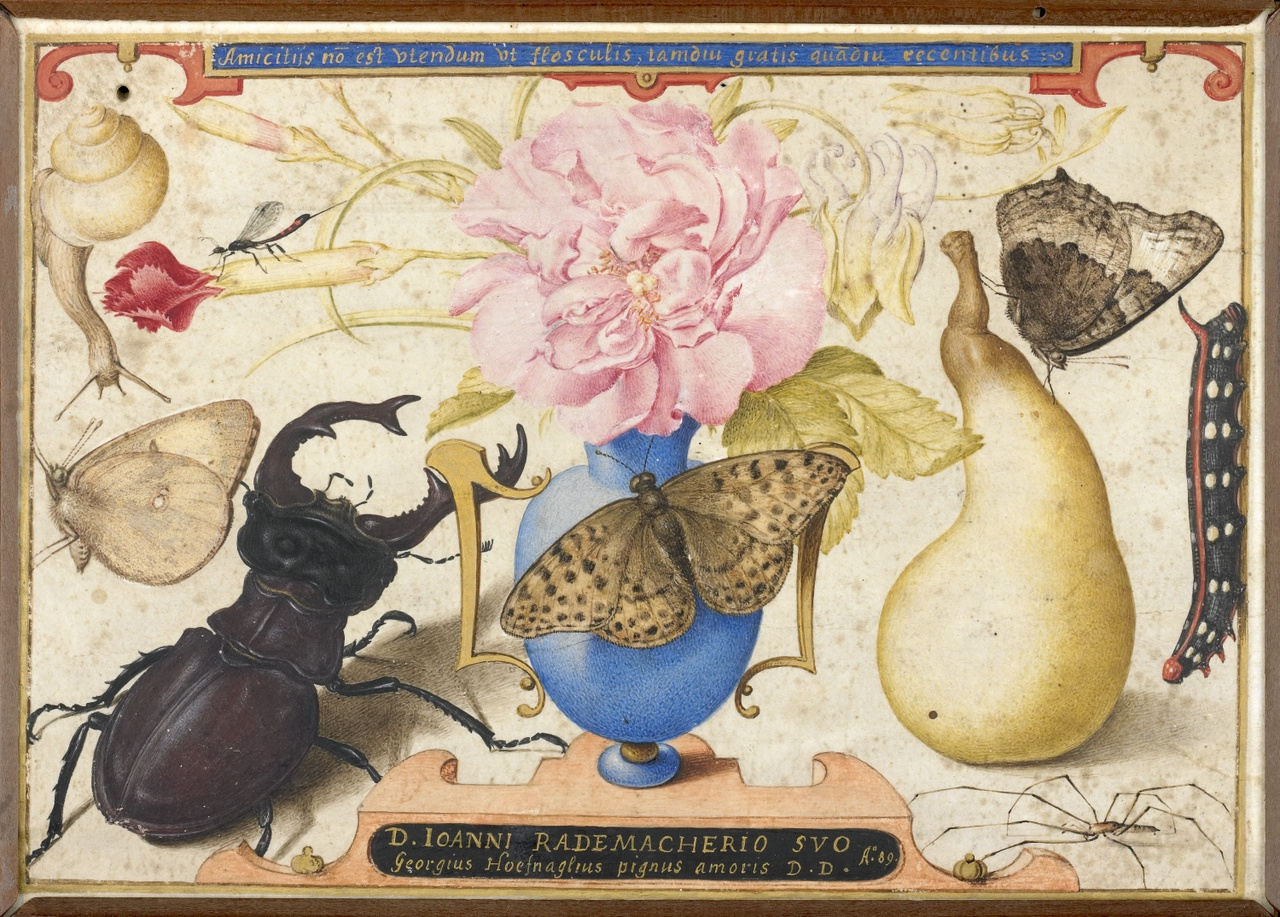
Allegorie für Johannes Radermacher

1571 ehelichte Joris Hoefnagel Susanne van Oncken, die ihm 1573 den Sohn Jacob Hoefnagel gebar.  Dieser absolvierte in Antwerpen eine Malerlehre, traf den berühmten Kupferstecher Raphael Sa(e)deler (Sadeleer) den Älteren (1560/61 bis um 1628) und ging später nach Frankfurt am Main, um dort in enger Zusammenarbeit mit seinem Vater dessen Zeichnungen in Kupfer zu stechen (Archetypa studiaque patris Georgii Hoefnageli (Archetypen und Studien des Vaters Georg Hoefnagel) 1592).

### Exil
Nach der Einnahme Antwerpens durch die spanischen Truppen infolge des Achtzigjährigen Krieges (1568–1648) im Jahre 1576, bei der das gesamte Familienvermögen der Plünderung zum Opfer fiel, verließ Georg Hoefnagel seine Heimatstadt und reiste 1577 in Begleitung des Kartographen Abraham Ortelius den Rhein entlang über Augsburg und München nach Venedig und Rom.

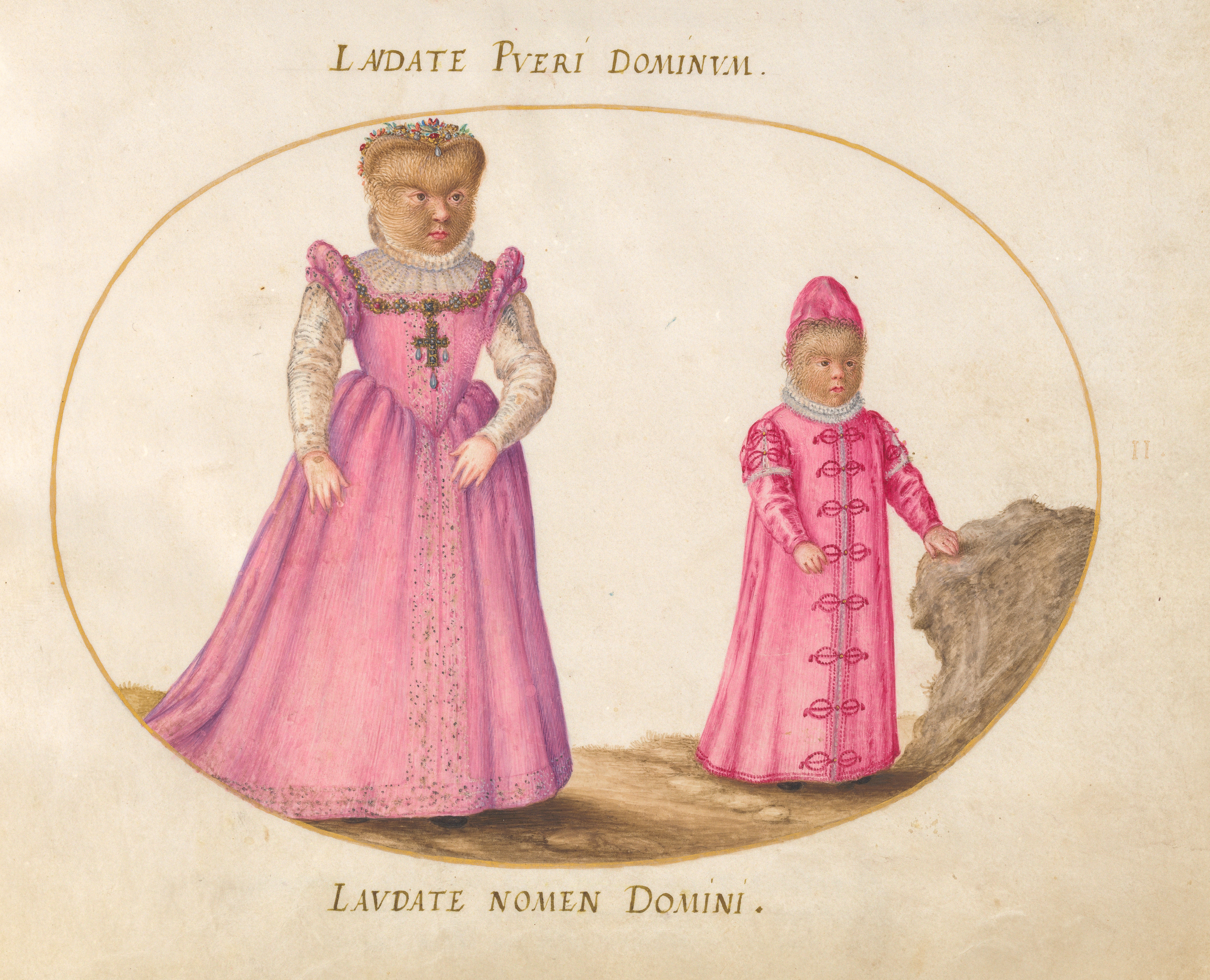
Die Töchter des Pedro Gonsalvus aus Animalia Rationalia et Insecta (Ignis)

Fortan war nur noch als Künstler tätig. Auf dieser Reise fertigte er eine erst vor wenigen Jahren wiederentdeckte Zeichnung des Rheintals mit Blick von Andernach auf Leutesdorf und Hammerstein mit der gleichnamigen Burg an, die auch den 1577 knapp zwanzig Jahre alten Andernacher Rheinkran noch mit Glockendrehdach zeigt (Titel: Prospectus Aldernachÿ secondo Rheno / 1577 /, Signatur unten rechts: „Georg Hoefnagl“ -- Ansicht von Andernach rheinabwärts). Hans Fugger, den er in Augsburg traf, empfahl ihn dem Bayernherzog Albert V., der von Hoefnagels Miniaturen angetan war und ihm eine Stelle als Hofmaler zusagte.
In Rom wurde er in den Kreis von Kardinal Alessandro Farnese eingeführt. Dank seiner besonderen Befähigung zur Miniaturenmalerei wurde ihm seitens des Kardinals die 1578 vakante Stelle des verstorbenen Miniaturisten Giulio Clovio angeboten, doch Hoefnagel nahm bevorzugt die Anstellung am herzoglichen Hof in München an. Für ungefähr acht Jahre lebte und wirkte Hoefnagel dort am Hof der bayerischen Herzöge Albert V. und Wilhelm V. Zeitweise wirkte er in Innsbruck am Hofe von Erzherzog Ferdinand II.

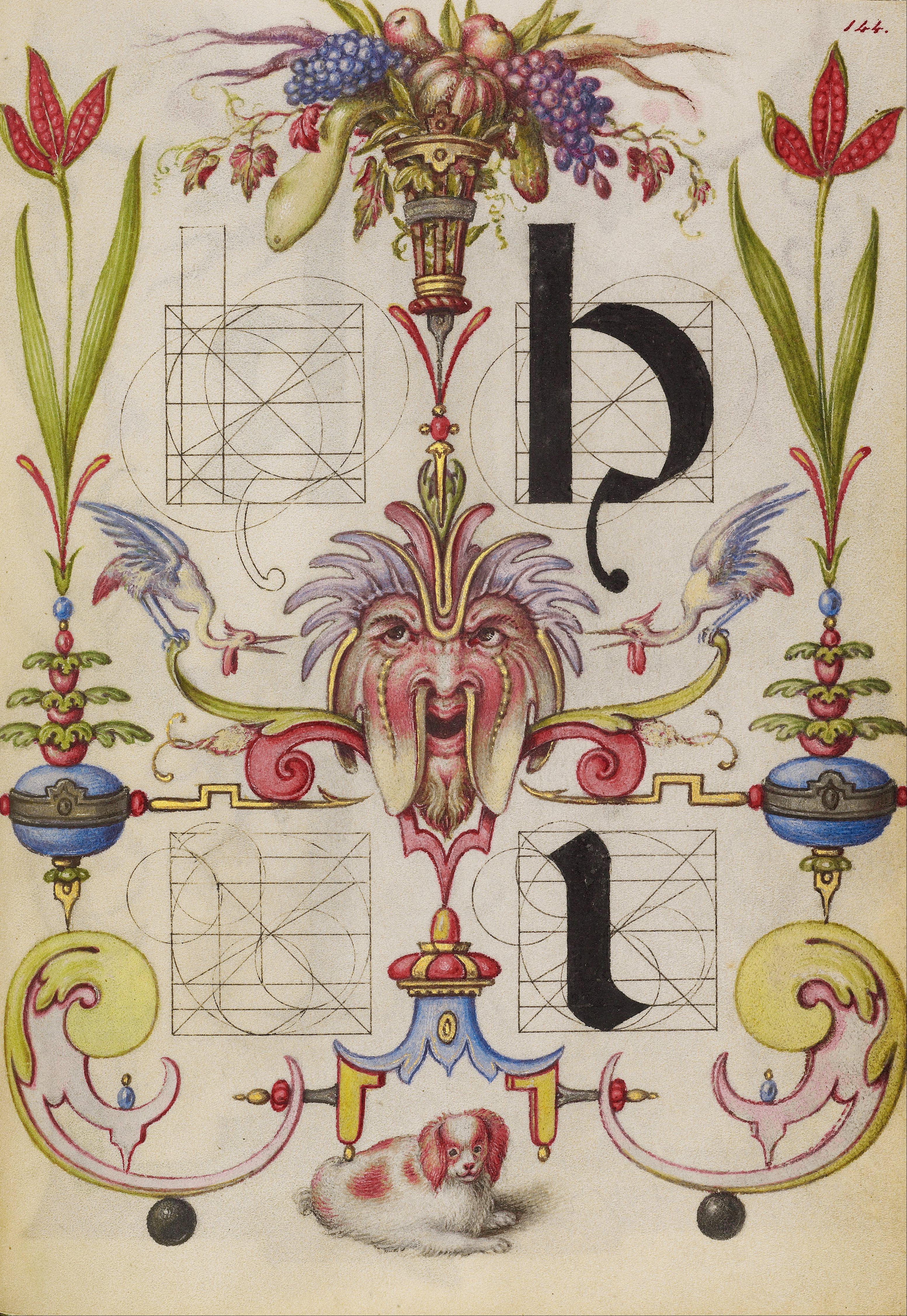
Anleitung zum Konstruieren der Buchstaben H und I

Als gläubiger Calvinist wurde er 1591 gezwungen, München zu verlassen, als eine Regel erlassen wurde, dass alle Mitglieder des Hofes sich zum katholischen Glauben bekennen mussten.  Hoefnagel weigerte sich, dies zu tun.  Er ging daraufhin in den Dienst von Kaiser Rudolf II., für den er verschiedene Arbeiten ausführte, von denen einige illuminierte Bücher und Miniaturen überliefert sind. 1591 zog er in die freie Reichsstadt Frankfurt a. M., wo er in einem Kreis flämischer Humanisten, Kaufleute, Künstler und Verleger verkehrte. Insbesondere seine Freundschaft mit dem flämischen Botaniker Carolus Clusius mag für seine späteren botanischen Illustrationen eine wichtige Rolle gespielt haben.  Im Jahr 1594 musste er Frankfurt wegen der Unterdrückung des calvinistischen Glaubens verlassen.  Er arbeitete in seinen letzten Jahren in Wien, besuchte aber regelmäßig Prag.  Sein Bruder Daniel lebte in Wien, wo er unter Hofschutz ein Geschäft betrieb.  Zu dieser Zeit förderte Joris Hoefnagel seinen Sohn Jacob am Hof.  Mit seinem Sohn arbeitete er regelmäßig an künstlerischen Projekten zusammen.  Laut Karel van Mander starb er im Jahr 1600 in Wien, was jedoch nicht sicher ist, da es auch nach diesem Datum immer wieder Hinweise auf ihn in Dokumenten gibt, die sich auf seinen Bruder Daniel und seinen Sohn Jacob beziehen.
Seine Schwester war Susanna Hoefnagel (1561–1633), die Mutter von Constantijn Huygens und Großmutter von Christiaan Huygens und Constantijn Huygens Junior.

## Wirken

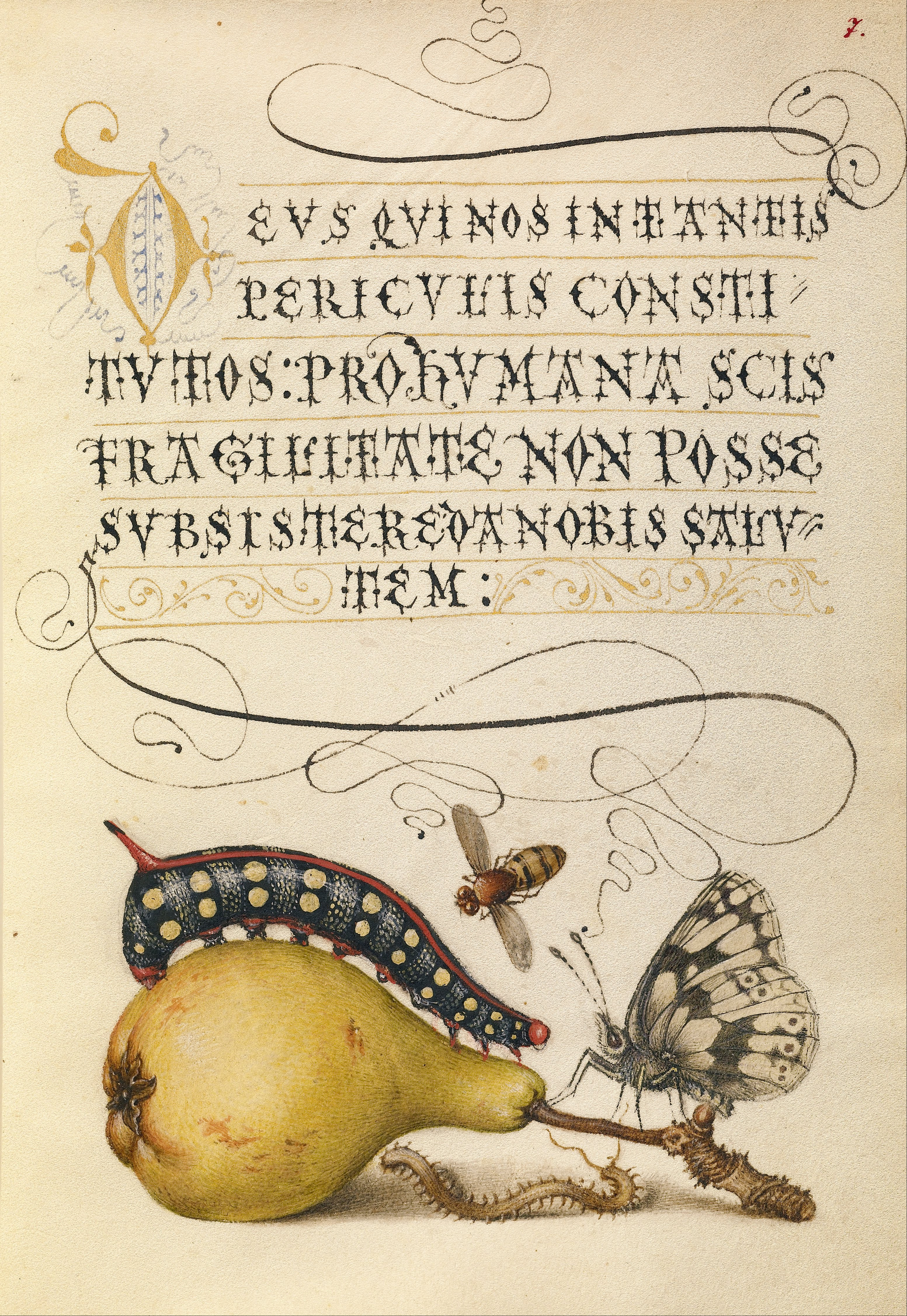
Fliege, Raupe, Birne und Tausendfüßler

### Allgemein
Hoefnagel war ein sehr vielseitiger Künstler. Er ist bekannt für seine Landschaften, Embleme, Miniaturen, Grotesken, topografischen Zeichnungen, Genreszenen und mythologischen und allegorischen Zeichnungen und Gemälde. Ein Teil von Hoefnagels künstlerischem Werk wurde von Constantijn Huygens in die Republik der Sieben Vereinigten Provinzen aufbewahrt, als er es nach Hoefnagels Tod der Familie Huygens vermachte. Diese Werke wurden von niederländischen Künstlern gesichtet und übten einen wichtigen Einfluss auf die Entwicklung der niederländischen Stillleben- und Naturalistenkunst aus.
Georg Hoefnagel stand künstlerisch im Übergang zwischen Mittelalter und Renaissance, beherrschte diverse Techniken des Zeichnens und der Kartographie sowie der Malerei wie Gouache, Ölmalerei. Er war der erste Maler, der detaillierte, naturgetreue farbige Einzelzeichnungen von Tieren und Pflanzen anfertigte (natura mortua – tote Natur). Dazu benutzte er eine Lupe, um die Feinheiten herauszuarbeiten. Neben der bildenden Kunst spielte er verschiedene Musikinstrumente.

### Naturalistenkunst
Als wichtigste Arbeit Hoefnagels in Prag gilt ein Werk, welches in vier kleinen Quartbänden auf 227 Blättern mehr als 1300 Bilder aus den vier Elementen der Natur (Erde, Luft, Wasser, Feuer) zeigt. Die Bände trag die Titel Animalia quadrupedia et reptilia (terra), Animalia volatilia et amphibia (aier), Animalia aquatilia et conchiliata (aqua) und Animalia rationalia et insecta (ignis). Sie enthalten detaillierte Darstellungen von Tausenden von Tieren, die nach den vier Elementen geordnet sind. Das Buch wird daher einfach als „Die Vier Elemente“ bezeichnet. Die Miniature zeichnen sich auch heute noch durch Naturtreue und Farbenreiz aus.
Noch prachtvoller ist das für den Erzherzog Ferdinand II. bemalte Missale romanum (in der Hofbibliothek zu Wien), womit er acht Jahre lang beschäftigt war.

### Landschaften und topographische Werke

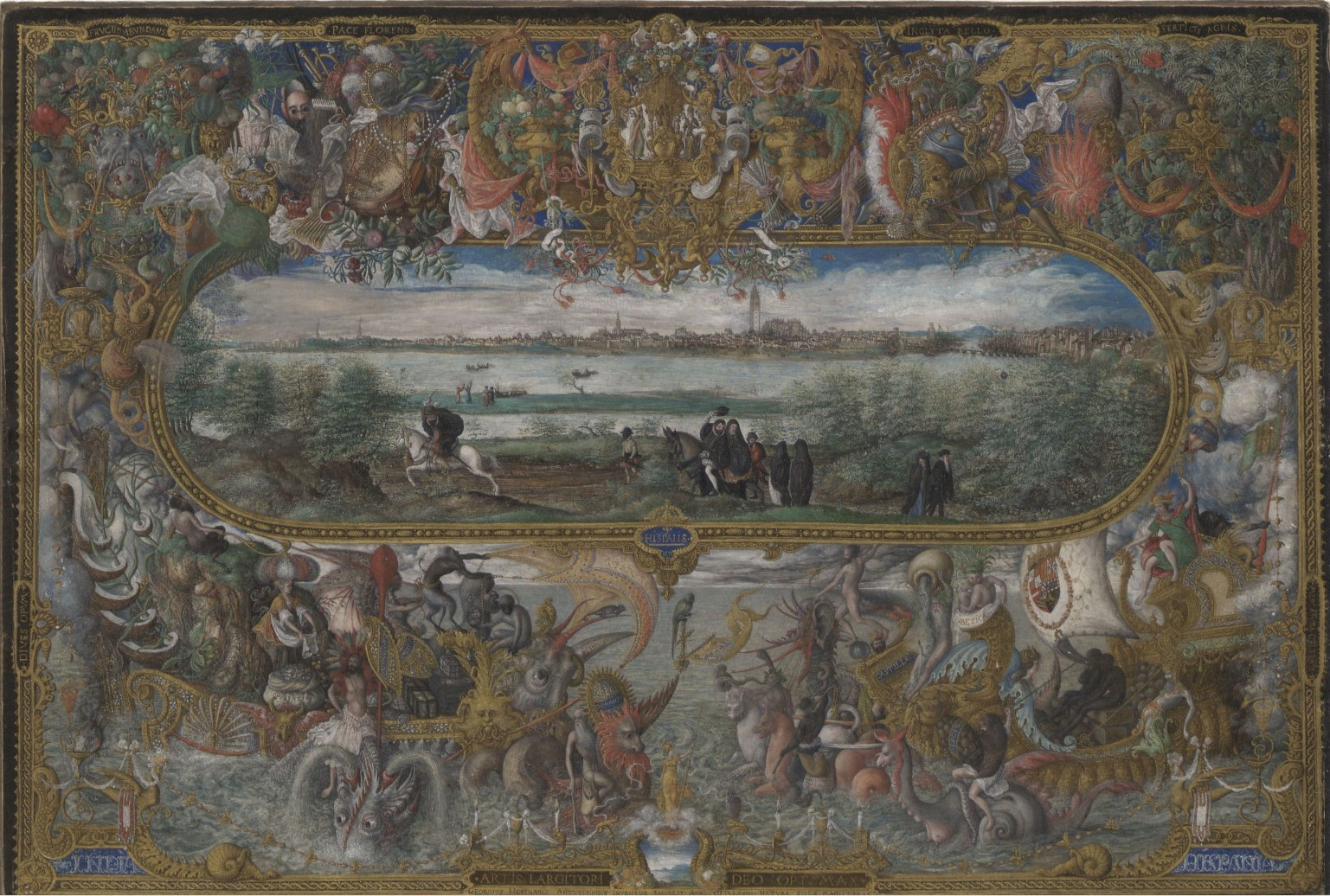
Blick auf die Stadt Sevilla

Während seiner Reise nach England fertigte er Zeichnungen von königlichen Schlössern wie Windsor Castle und Nonsuch Palace an, die als einige der frühesten realistischen Landschaftsaquarelle Englands gelten.
Während seiner Reisen in Europa fertigte Hoefnagels viele Landschaftszeichnungen an. Diese dienten später als Vorlage für Stiche für Ortelius' Theatrum orbis terrarum (1570) und Brauns Civitates orbis terrarum (Köln, 1572–1618). Die Civitates orbis terrarum waren mit ihren sechs Bänden der umfangreichste Atlas jener Zeit. Hoefnagel arbeitete mit Unterbrechungen sein ganzes Leben lang an den Civitates und fungierte möglicherweise als Agent für das Projekt, indem er Ansichten bei anderen Künstlern in Auftrag gab. Außerdem fertigte er mehr als 60 Illustrationen selbst an, darunter verschiedene Ansichten in Bayern, Italien und Böhmen. Er belebte die fertigen Stiche mit manieristischem Sinn für Fantasie und Witz, indem er dramatische Perspektiven und ornamentale Kartuschen verwendete. Durch die topographische Genauigkeit läutete er die realistische Tendenz in der niederländischen Landschaftskunst des 17. Jahrhunderts ein.
Sein Sohn Jacob überarbeitete 1617 Entwürfe seines Vaters für den sechsten Band der Civitates, der 1618 in Köln veröffentlicht wurde. Band 6 enthält eine homogene Reihe von Bildern von Städten in Mitteleuropa (in Österreich, Böhmen, Mähren, Ungarn und Siebenbürgen), die in ihrer Grafik sehr einheitlich sind. Die Ansichten sind perspektivisch und nur in wenigen Fällen isometrisch und zeichnen sich durch die Genauigkeit der Angaben, das besondere Augenmerk auf die getreue Darstellung des Territoriums, der Landschaft, der Straßenverhältnisse und die Beobachtungsgabe und Raffinesse der Interpretation aus.
Ein topographisches Meisterwerk ist auch die Miniatur einer „Ansicht von Sevilla“ mit reicher Umrahmung in der königlichen Bibliothek zu Brüssel. Auch für Georg Brauns Städteansichten und Abraham Ortelius’ Welttheater war Hoefnagel maßgeblich als Illustrator tätig.

### Stillleben

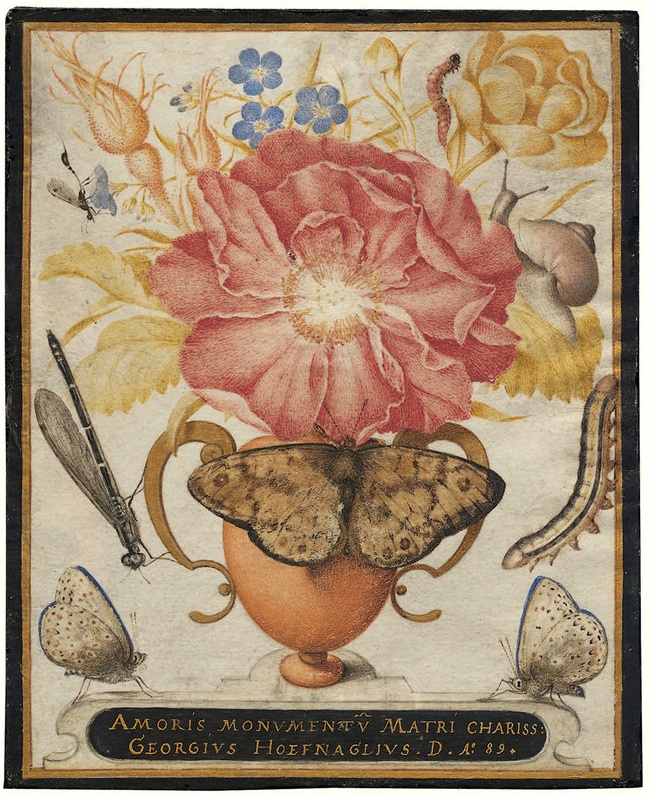
Amoris Monumentum Matri Chariss(imae)

Hoefnagel spielte eine wichtige Rolle bei der Entwicklung der Stillleben- und insbesondere der Blumenstilllebenmalerei als eigenständiges Genre. Ein undatiertes Blumenstück, das Hoefnagel in Form einer Miniatur ausführte, ist das erste bekannte eigenständige Stillleben. Hoefnagel belebte seine Blumenstücke mit Insekten und der für seine Naturstudien typischen Liebe zum Detail. Dies ist in seinem Amoris Monumentum Matri Chariss(imae) von 1589 zu sehen (ex-Nicolaas Teeuwisse 2008).
Hoefnagels Manuskriptilluminationen, die Drucke der Archetypa studiaque und einige textunabhängige Zeichnungen auf Pergament (wie das Blumenstillleben mit Insekten von 1594, Ashmolean Museum) standen am Anfang der Stilllebenmalerei als eigenständiges Genre. Es wird angenommen, dass dieser Einfluss insbesondere für die Entwicklung des typisch holländischen Genres der Blumen-, Muschel- und Insektenstillleben von Bedeutung war. Die Art und Weise, wie holländische Schriftsteller und Künstler zu Beginn des 17. Jahrhunderts Insekten darstellten, wurde auch von Joris Hoefnagel durch die Vermittlung der Heirat seiner Schwester in die einflussreiche holländische Familie Huygens beeinflusst. Nach seinem Tod wurde ein Teil seines künstlerischen Erbes der Familie Huygens vermacht, wo es von dem in Flandern geborenen holländischen Künstler Jacob de Gheyn II. aufgegriffen wurde, der zu einem der frühesten Blumenstilllebenmaler werden sollte.

## Werke (Auswahl)
- Garten mit zwei Nymphen. 1579, Pergament, 240 × 180 mm.
- Granata (Granada). 1565, Pergament, 360 × 500 mm. Wien, Graphische Sammlung Albertina.
- Groteske mit Fledermaus. 1595, Pergament, 180 × 520 mm. Wien, Graphische Sammlung Albertina.
- Groteske mit Schwerterherme. Pergament, 170 × 130 mm. Wien, Graphische Sammlung Albertina.
- Missale Romanum. 1581–90, Miniaturen, je 395 × 281 mm. Wien, Österreichische Nationalbibliothek.(Cod. 1784).
- Schriftmusterbuch des Georg Bocskay. (119 Pergamentblätter), 1591–1594, Pergament.